# Kiss Géza (építész)
Kiss Géza (Budapest, 1878. december 1. – Budapest, Erzsébetváros, 1944. április 14.) magyar építész.

## Élete
Kiss Jakab asztalosmester és Weisz Berta (1856–1918) fiaként született zsidó családban. 1895-ben fejezte be tanulmányait a budapesti felső építőipariskolában. Több tervezőirodában dolgozott, majd Kőrössy Albert Kálmánnal közösen készített terveket. Felesége Beregi Erzsébet volt, akit 1923. december 9-én Budapesten, a Terézvárosban vett nőül. Halálát szívbénulás, szívizom-elfajulás okozta.

## Művei
- 1906: Brandstädter-bérház, 1074 Budapest, Rákóczi út 86.[5][6]
- 1908–1909: Brüll-ház (ma: Good Price House), 1091 Budapest, Üllői út 115/B[7][8]
- 1909: bérház, 1064 Budapest, Vörösmarty utca 61.[9] (Kőrössy Alberttel közösen)
- 1909: bérház, 1053 Budapest, Kossuth Lajos utca 15.[5][10]
- 1910: Kutnewsky Áruház, 1052 Budapest, Kristóf tér 6.[11][11] (Kőrössy Alberttel közösen)
- 1909–1910: bérház, 1083 Budapest, Práter utca 51.[12]
- 1910: lakóépület, 1088 Budapest, Vas u. 3.[13]
- 1911: Rákosi-ház, 1081 Budapest, Népszínház utca 47.[14]
- 1912: Magyar–Olasz Bank Rt. székháza, ma az Országos Takarékpénztár palotája, 1051 Budapest, Nádor u. 16.[15] (Kőrössy Alberttel közösen)
- 1912: Szent Margitsziget Gyógyfürdő Rt. igazgatósági épülete, később Sziget-Klub épülete, Budapest, Margit-sziget[16] (Kőrössy Alberttel közösen, az épületet 1958-ban elbontották)
- 1913: Dayka-villa, 1068 Budapest, Benczúr utca 26.[5][17]

## Képtár

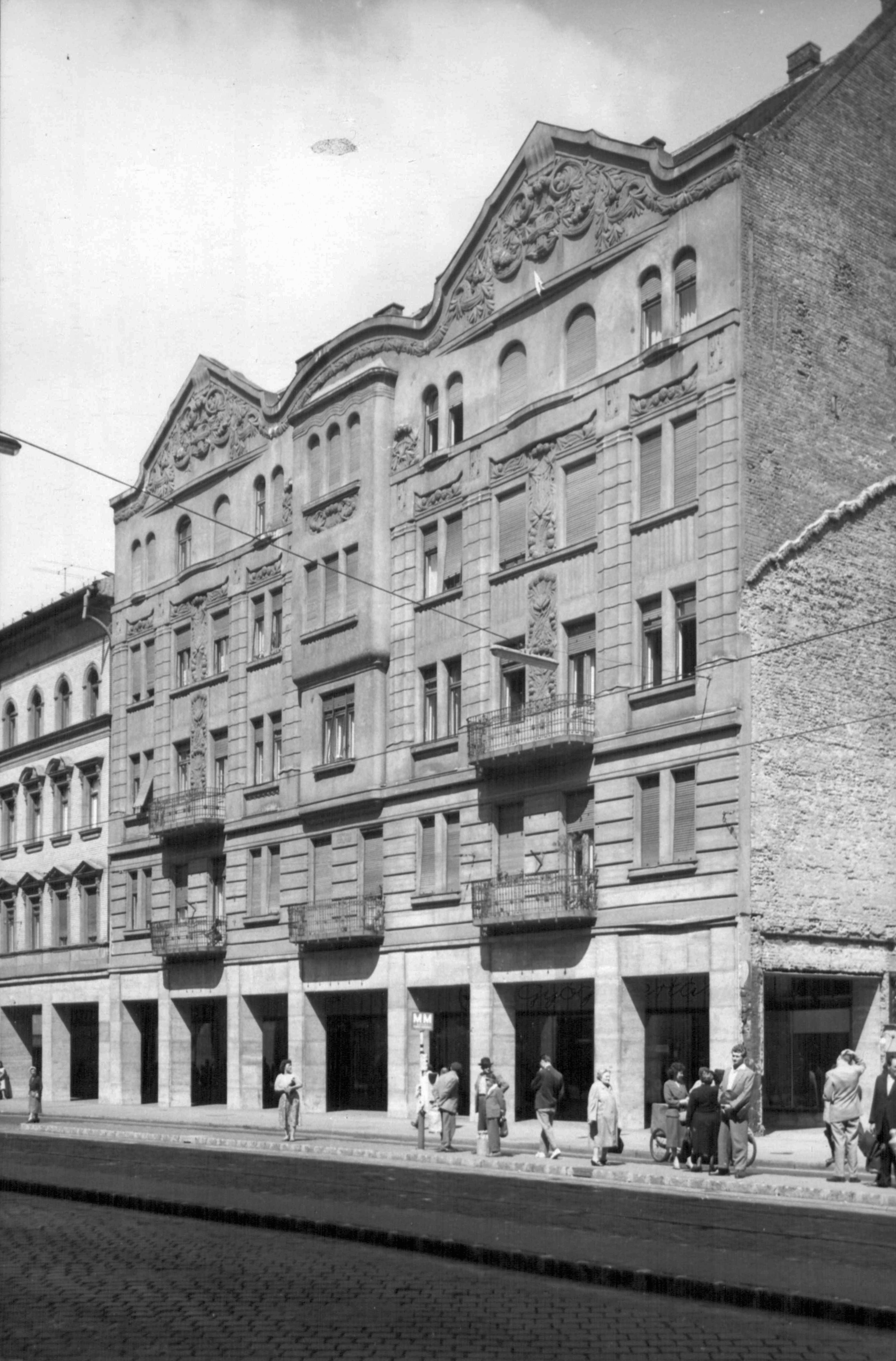
Rákóczi út 86. (1961)
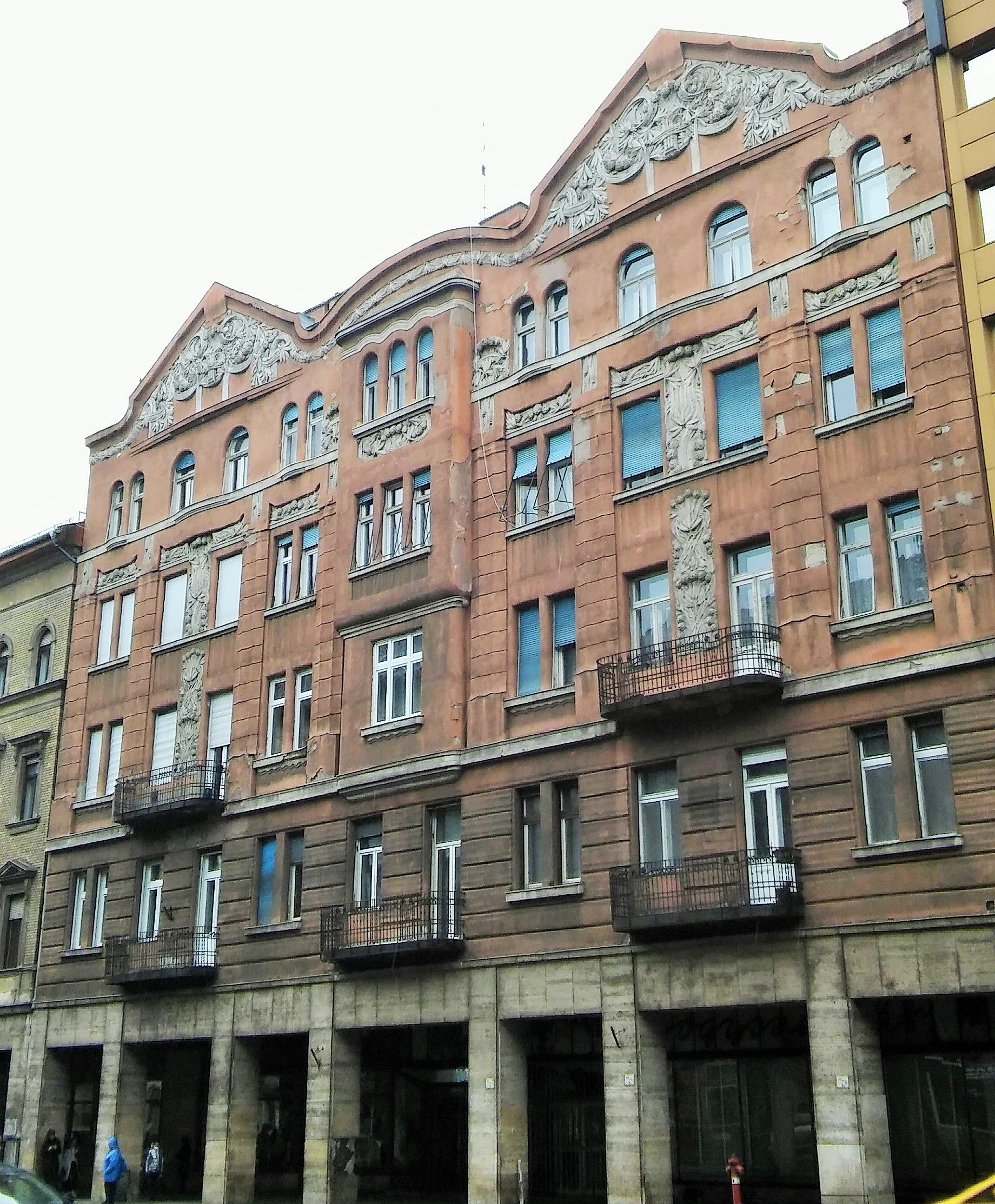
Rákóczi út 86. (2023)
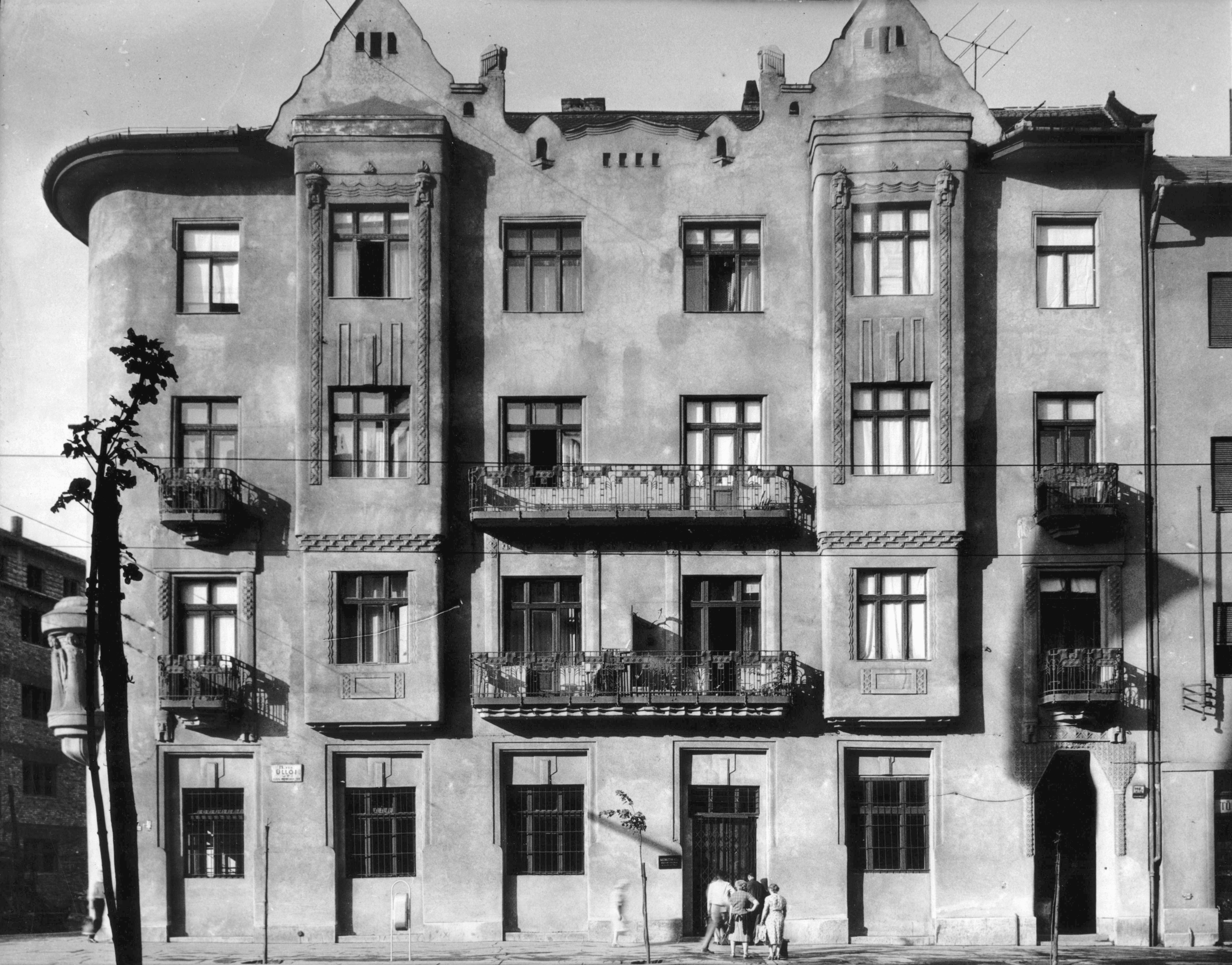
Üllői út 115/b. (1958)
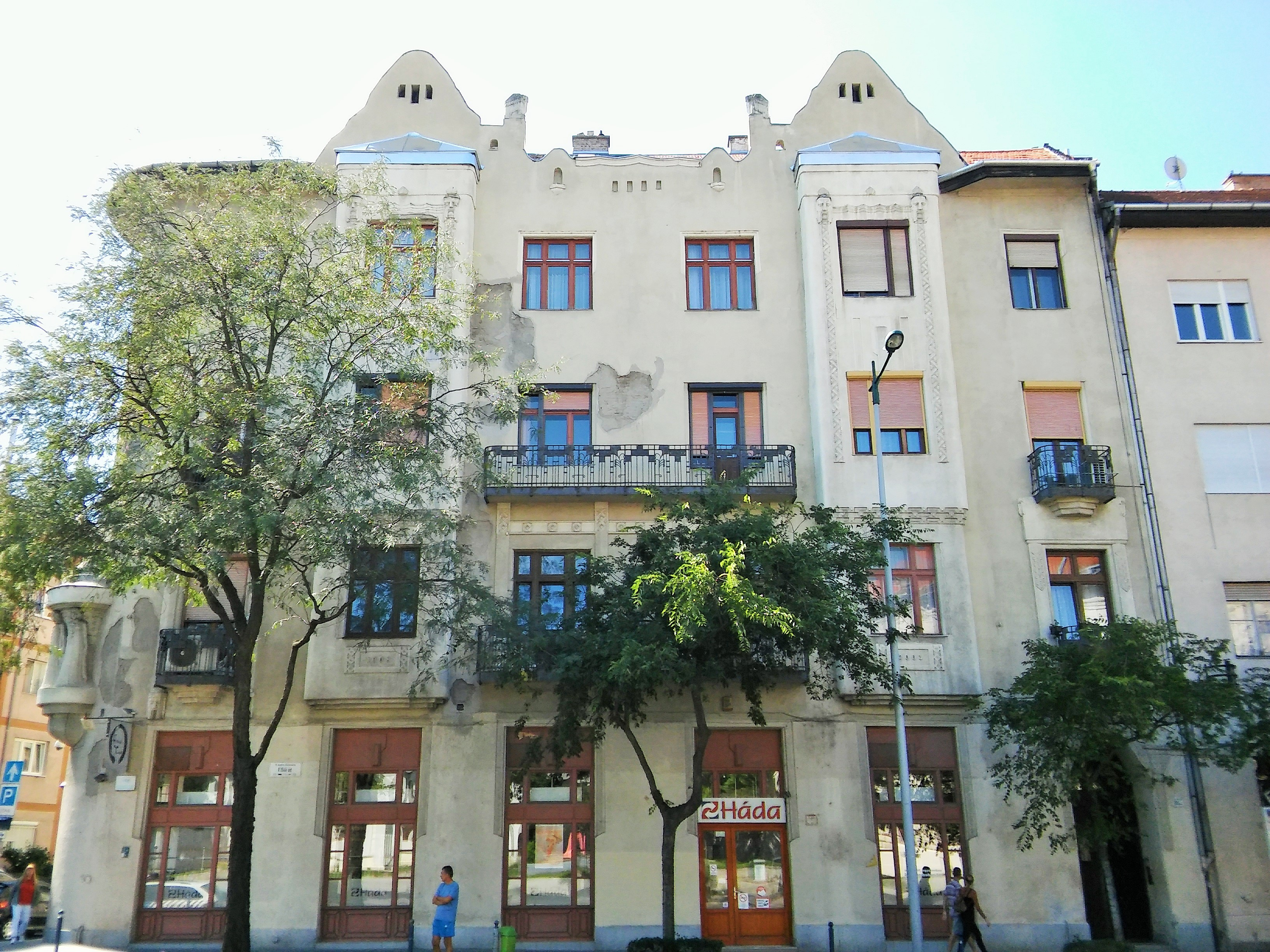
Üllői út 115/b (2022)
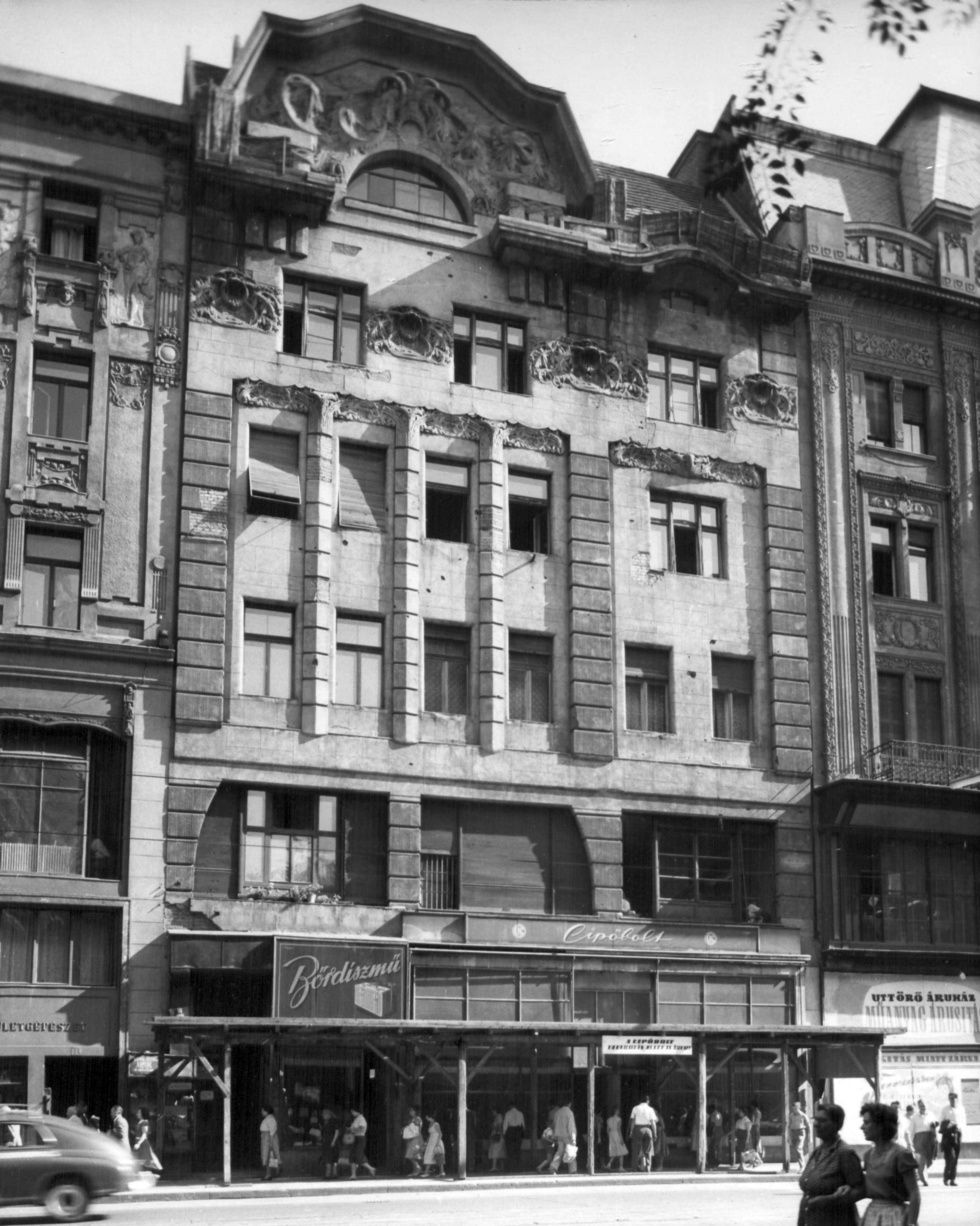
Kossuth Lajos utca 15. (1960)
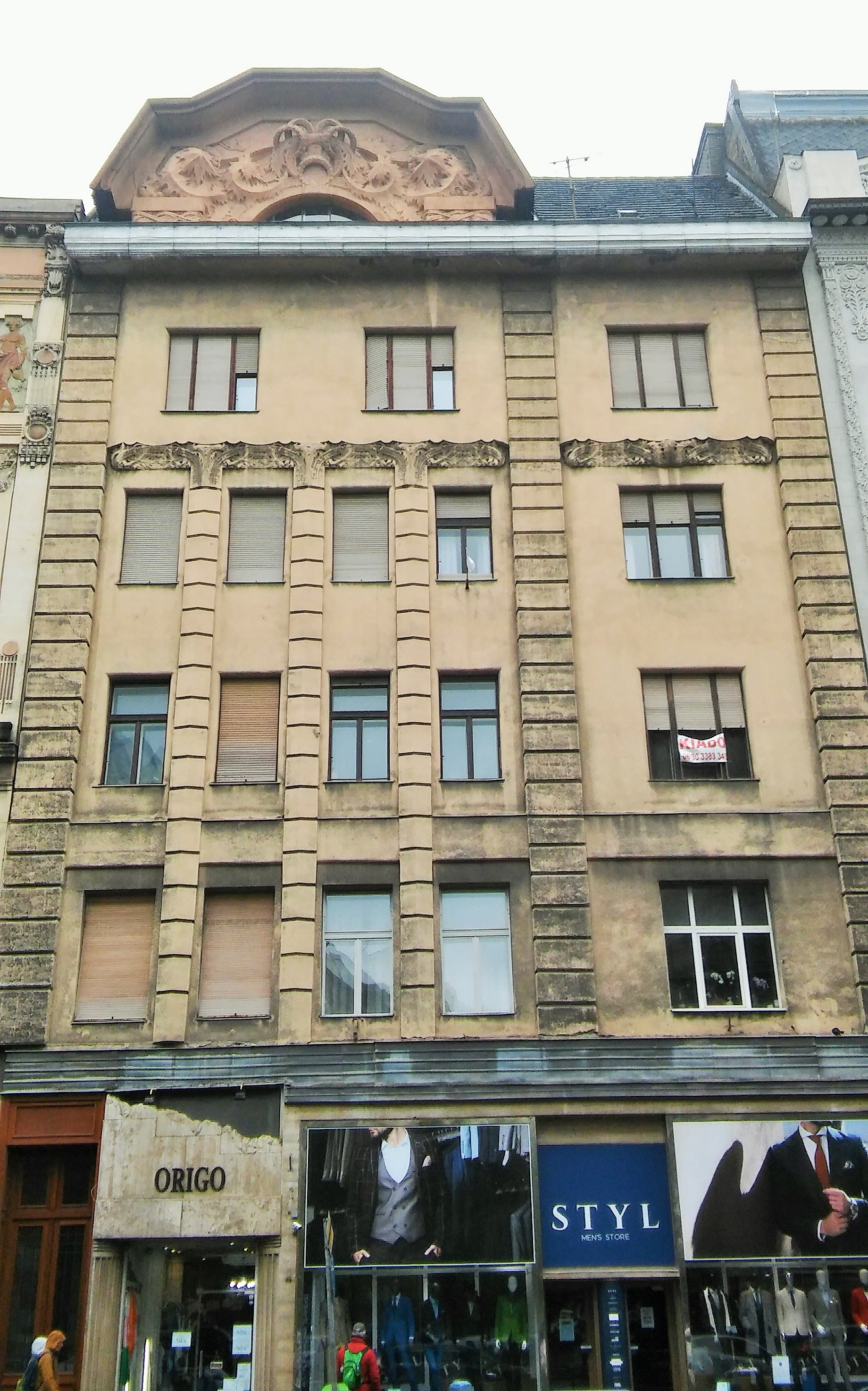
Kossuth Lajos utca 15. (2023)
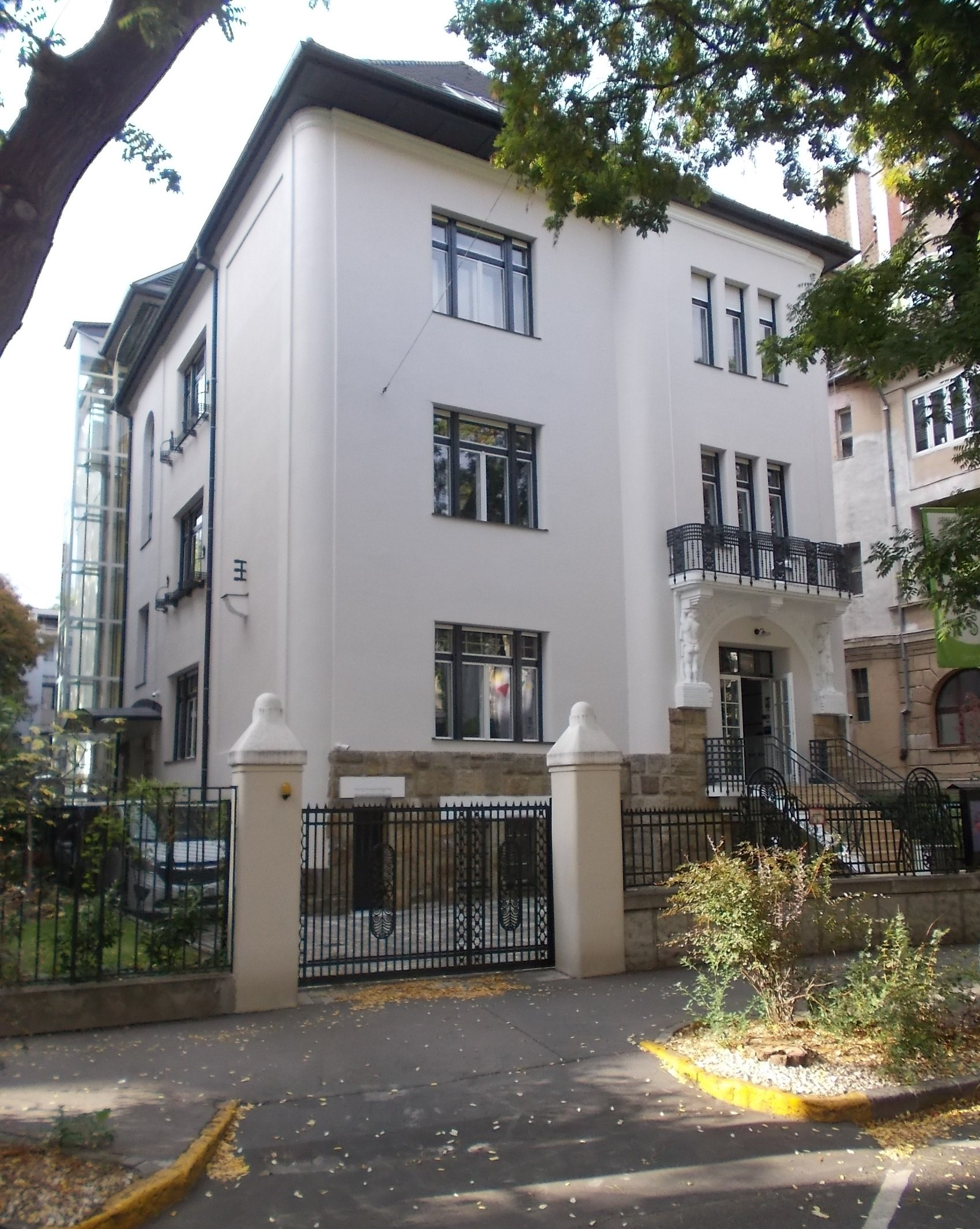
Dayka-villa (2021)
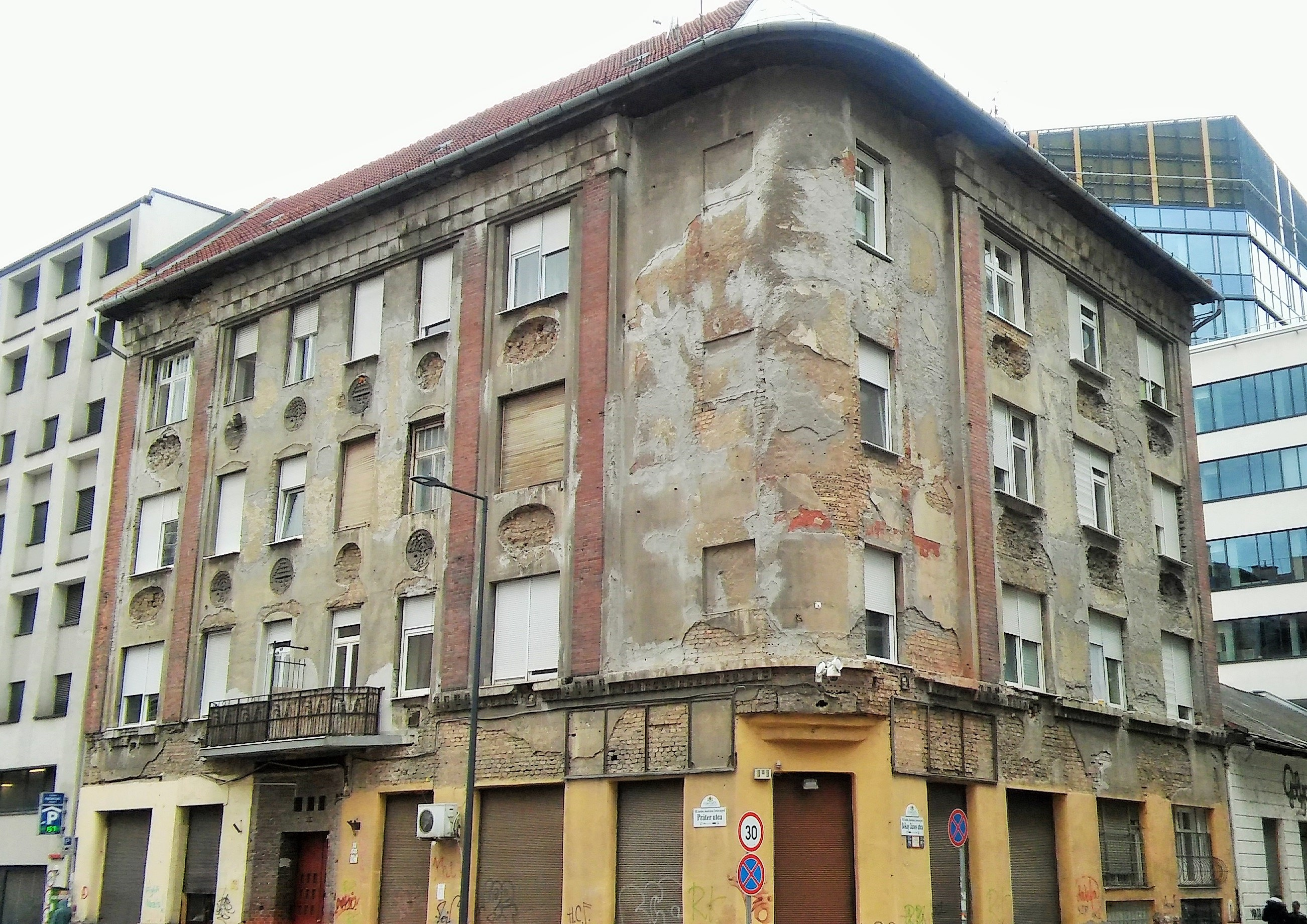
Práter utca 51. (2024)
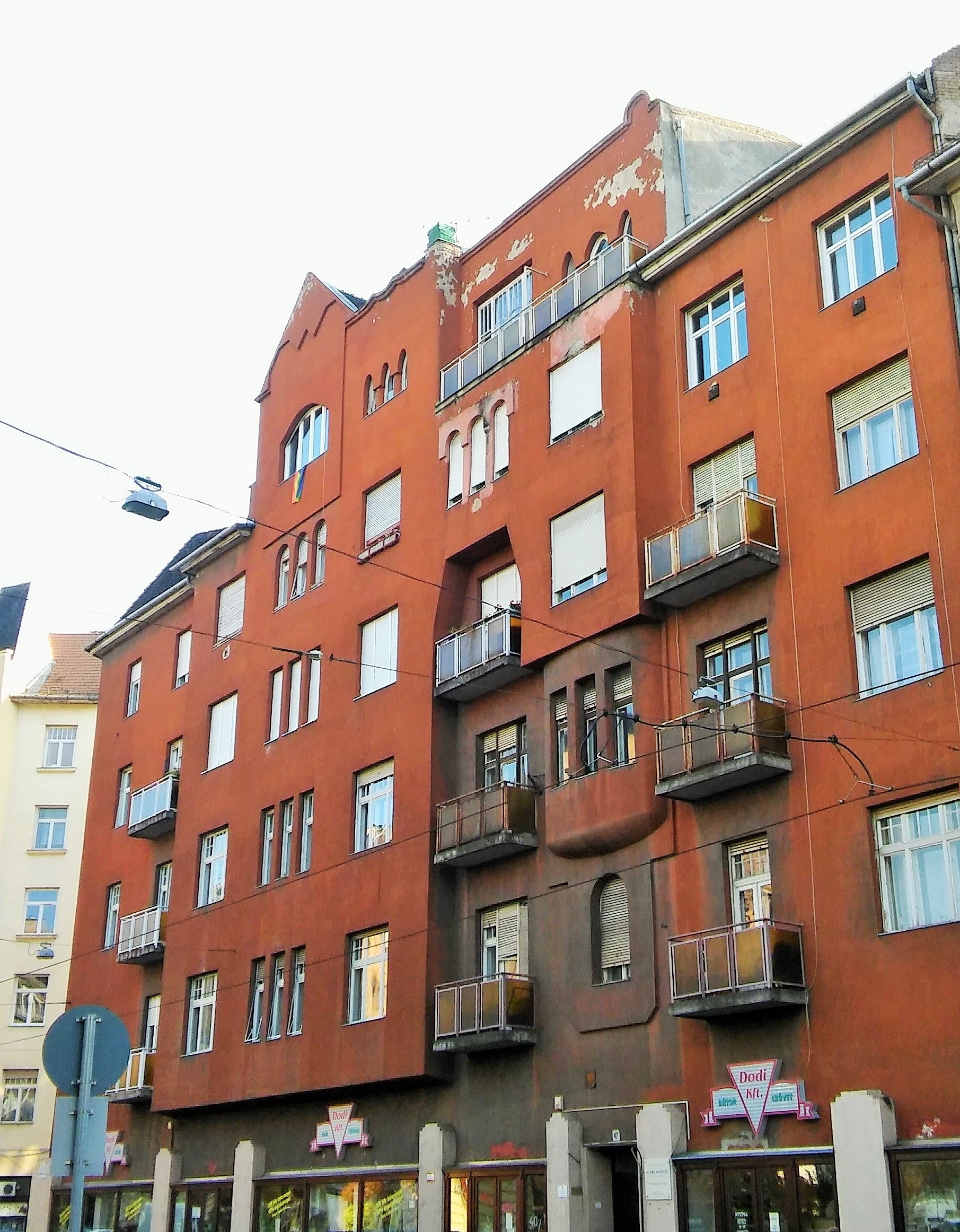
Népszínház utca 47. (átalakítva, 2024)